# Maria Isabel de Alcântara, Condessa de Iguaçu
Maria Isabel de Alcântara Bourbon (São Paulo, 28 de fevereiro de 1830 – São Paulo, 5 de setembro de 1896), foi a quinta e última filha do imperador Pedro I do Brasil com a sua amante, Domitila de Castro, Marquesa de Santos.
Maria Isabel recebeu o mesmo nome que sua quarta e falecida irmã, a Duquesa do Ceará, morta com dois meses de vida em 1828, de homenagem a filha falecida. Sua irmã mais velha, Isabel Maria, era titulada como Duquesa de Goiás.

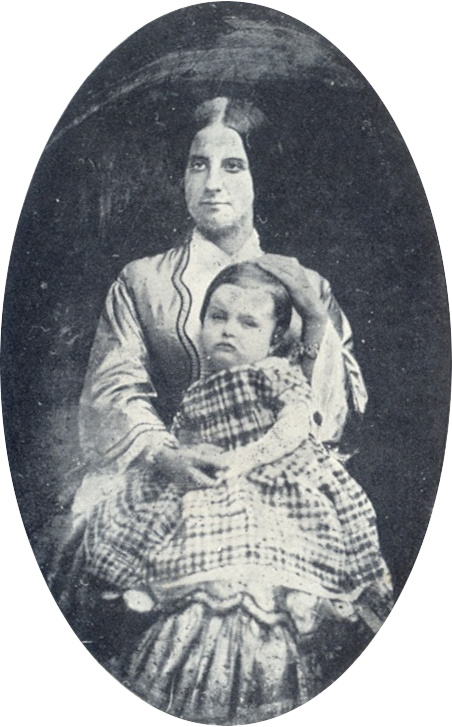
Maria Isabel segurando um de seus filhos, c. 1852

## Infância

### Início de Vida
Maria Isabel nasceu em 28 de fevereiro de 1830 e herdou a mesma doença de seu pai, a epilepsia. A infância de Maria Isabel quase sempre foi à sombra de uma família imperial.

Mesmo sendo fruto do caso extraconjugal de seu pai, D. Pedro I, e a sua mãe, a Marquesa de Santos, ela cresceu da mesma forma que os irmãos. As consequências dessa relação só apareceram mais tarde.

#### Educação
Sua formação segue o modelo europeu mais perfeito, ela foi instruída a aprender as regras tradicionais de etiqueta, assim como as suas irmãs. Sua vida foi cercada de vestidos e porcelanas, e foi uma infância simples e comum para os membros da nobreza brasileira.

## Terras
Todos sabiam que Maria Isabel era fruto da relação fora do casamento de Dom Pedro e a Marquesa dos Santos. Mesmo assim, ela foi criada para se tornar a Condessa de Iguaçu, título que nunca recebeu. Com o pai imperador, mãe marquesa e diversos irmãos e meio-irmãos herdeiros, ela cresceu para ser parte da nobreza. Porém, devido ao adultério do qual ela foi fruto, ela nunca recebeu nada de seu pai, seja título ou terra.

#### Terras recebidas porDom Pedro II
Ela recebeu vastas terras de seu meio-irmão Dom Pedro II do Brasil, dentre elas destacam-se vários pastos e cabeças-de-gado em Juiz de Fora, Ouro Preto, em seus distritos de Antônio Pereira, Cachoeira do Campo, Lavras Novas e Amarantina. 
Além de terras em Congonhas, Moeda e Mariana. Morou com o Marido  Pedro Caldeira Brant, Conde de Iguaçu, Residiam na Freguesia, vila e cidade de Nossa Senhora da Piedade do Iguaçu atual Nova Iguaçu no Engenho de Santo Antônio de Jacutinga, A propriedade (hoje em ruinas), se localiza no alto de uma Colina atrás do Uniabeu, o que hoje é o município de Belford Roxo, na Baixada Fluminense. 

## Matrimônio e filhos

### Matrimônio
No dia 2 de setembro de 1848, aos dezoito anos, Maria Isabel casou-se com Pedro Caldeira Brant, Conde de Iguaçu, tornando-se sua segunda e última esposa. Seu marido era filho do Marquês de Barbacena. Pelo seu casamento, Maria Isabel tornou-se a segunda Condessa Consorte de Iguaçu.

### Filhos
O casal teve sete filhos:
- Isabel Caldeira Brant (janeiro de 1849 - 19 de julho de 1849), morreu na infância;
- Pedro de Alcântara Caldeira Brant (18 de novembro de 1850 - dezembro de 1868), casado com Maria Luísa Pereira de Brito, com descendência;
- Luís de Alcântara Caldeira Brant;
- Maria Teresa Caldeira Brant (11 de setembro de 1852 - 1875), casada com Charles Collins, com descendência;
- Isabel Maria Caldeira Brant (7 de agosto de 1854 - 6 de fevereiro de 1884), casada com Antônio Dias Pais Leme, com descendência;
- Deolinda da Conceição Caldeira Brant (4 de dezembro de 1858 - 27 de janeiro de 1921), casada com Claudiano Bonifácio dos Santos, com descendência;
- João Severino de Alcântara Caldeira Brant, casado com Salviana Cândida Fortes, com descendência.

## Morte
O fim de Maria Isabel chegou em 6 de setembro de 1896, a Condessa de Iguaçu faleceu aos 66 anos. Daquele dia em diante, mesmo que a vida de Maria Isabel tivesse acabado, um novo mistério começava. 

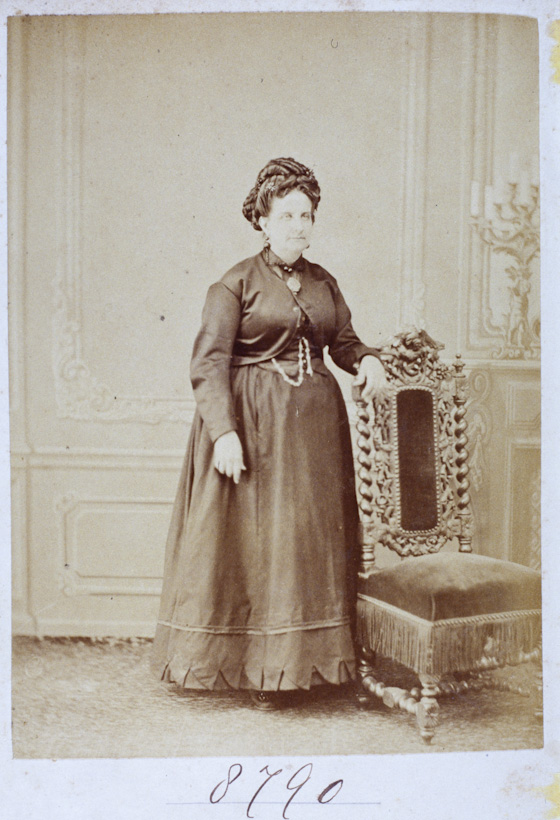
Maria Isabel quando idosa

### Sepultamento
Até por volta de 2015, o paradeiro de seu corpo ainda permaneceu um mistério. Por até aproximadamente 120 anos, ninguém foi capaz de localizar o local onde ela foi enterrada. Ao contrário da maioria da família imperial, que são facilmente encontrados nos cemitérios. 
A Condessa costumava viajar entre São Paulo e Rio de Janeiro por grande parte de sua vida, o que levanta a questão de em que estado ela deveria estar. Além disso, muitos nobres brasileiros eram frequentemente sepultados na Europa, como Alemanha e Portugal. Mas os historiadores não podiam tirar conclusões sobre onde ela realmente estava. 
Recentemente, o arquiteto e historiador Paulo Rezzutti decidiu se dedicar a encontrar o cemitério onde Maria Isabel estava enterrada. Ele analisou vários obituários e histórias em jornais e contou a morte de pessoas importantes. Foi assim que descobriu "As Raízes da Condessa de Iguaçu" publicado pelo O Estado de S. Paulo em 6 de setembro de 1896. 
A partir dessa pista, ele encontrou o registro do Registro Civil de Santa Ifigênia, que dizia: “Ela foi enterrada no Cemitério Municipal". Ela estava velada no Cemitério da Consolação, o caixão da condessa estava do lado do de sua mãe, a Marquesa de Santos. Rezzutti verificou o arquivo histórico municipal e encontrou a lápide. Não havia nenhum adorno na lápide nem seu nome esculpido na pedra.

## Títulos e armas

Armas de Maria Isabel, Condessa de Iguaçu (por casamento com Pedro Caldeira Brant)

### Títulos
- 28 de fevereiro de 1830 - 2 de setembro de 1848: Srta. Maria Isabel de Alcântara Bourbon

- 2 de setembro de 1848 - 18 de fevereiro de 1881: A Condessa Maria Isabel de Iguaçu